# Dichromodes niger
Dichromodes niger là một loài bướm đêm trong họ Geometridae.